# Jack Ryan: Shadow Recruit
Jack Ryan: Shadow Recruit er en amerikansk action thriller film, instrueret af Kenneth Branagh fra 2014 og har Chris Pine i hovedrollen som den fiktive Jack Ryan karakter skabt af forfatter Tom Clancy. Chris Pine bliver den fjerde skuespiller som spiller Ryan, efter Alec Baldwin, Harrison Ford og Ben Affleck.
Filmen er omstarten af filmserien.

## Medvirkende
- Chris Pine som Jack Ryan
- Keira Knightley som Cathy Ryan
- Kenneth Branagh som Viktor Tjerevin
- Lenn Kurdjawizki som Constantin
- Alec Utgoff som Aleksandr Borovskij
- Peter Andersson som Dmitrij Lemkov
- Elena Velikanova som Katja
- Nonso Anozie som Embee
- Colm Feore som Rob Behringer
- Gemma Chan som Amy